# Carolinas International Tennis 1971
Il Carolinas International Tennis 1971  è stato un torneo di tennis giocato sul cemento. È stata la 1ª edizione del Carolinas International Tennis, che fa parte del Pepsi-Cola Grand Prix 1971. Si è giocato a Charlotte negli Stati Uniti, dal 18 al 24 aprile 1971.

## Campioni

### Singolare
Arthur Ashe ha battuto in finale  Stan Smith con il punteggio di 6–3, 6–3

### Doppio
Marty Riessen /  Tony Roche hanno battuto in finale  Arthur Ashe /  Dennis Ralston con il punteggio di 6–2, 6–2